# الكسندر جابلونسكي
الكسندر جابلونسكي (بالبولندية: Aleksander Jabłoński)‏ (و. 1898 – 1980 م) هو فيزيائي من بولندا . ولد في أوكرانيا .